# Ferrovia San Severo-Peschici
La ferrovia San Severo-Peschici è una linea regionale che collega la costa settentrionale del Gargano alla ferrovia Adriatica, gestita dalla società Ferrovie del Gargano (FG) che vi opera in qualità sia di gestore dell'infrastruttura sia di impresa ferroviaria.

## Storia

### Prima dell'inaugurazione

La stazione di San Severo, capolinea delle FdG, con un tram della tranvia San Severo-Torremaggiore

A fine XIX secolo, e soprattutto in seguito alla costruzione della linea ferroviaria da Bologna a Brindisi, detta Adriatica, nacque nelle popolazioni garganiche la speranza di rompere il secolare isolamento che affliggeva lo Sperone d'Italia con la realizzazione di un tronco ferroviario che, partendo dalla stazione di San Severo, lo attraversasse per giungere sino a Manfredonia o magari Barletta, ricongiungendosi così alla linea Adriatica. Nacquero in loco comitati per la realizzazione di quest'opera, che tennero comizi e presentarono diversi progetti, alcuni addirittura approvati, ma il tutto impattò contro le limitate disponibilità del bilancio statale.

In seguito, lo scoppio della prima guerra mondiale fece accantonare per diversi anni la realizzazione di una ferrovia garganica, non senza suscitare malumori nella popolazione locale, generando proteste alcune volte sfociate in tumulti e sollevazioni popolari, di cui degna di nota è quella del 1923 in concomitanza della visita sul promontorio del principe Umberto II di Savoia.
Il 17 settembre 1925 venne stipulata una concessione a favore del Sindacato per le Strade Ferrate Garganiche per la realizzazione di una ferrovia a scartamento ridotto 950 mm e trazione a vapore da San Severo a San Menaio. Successivamente la Società Anonima per le Ferrovie e Tramvie del Mezzogiorno (FTM) rileverà nel 1926 questa concessione, chiedendo, e ottenendo, l'autorizzazione per la variazione della linea progettata a scartamento normale, lo spostamento del capolinea nella piana di Calenella e l'esercizio mediante trazione elettrica a 3000 V CC (sistema in quegli anni sperimentato sulla linea Benevento-Foggia dalle Ferrovie dello Stato). La posa dei primi binari iniziò nel 1930, utilizzando in parte i resti di un vecchio raccordo ferroviario militare precedentemente a servizio della base di idrovolanti sita in località San Nicola Imbuti, sulle sponde sud-occidentali del lago di Varano, che collegava San Severo alla base. I lavori furono affidati all'impresa Pietro Cidonio  e furono portati avanti con solerzia, tanto da concludersi con quasi un anno di anticipo rispetto alle previsioni, permettendo l'inaugurazione ufficiale della ferrovia per il 27 ottobre 1931.

### L'avvio del servizio

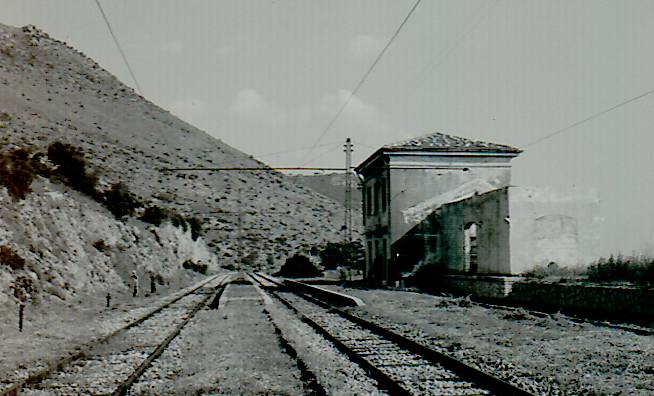
Stazione di Apricena Superiore (1987)

La prima corsa ufficiale partì dalla stazione di Rodi Garganico alla volta di San Severo alla presenza di una delle massime autorità dell'epoca, Costanzo Ciano conte di Cortellazzo, in qualità di Ministro delle Comunicazioni. La corsa inaugurale però si svolse con trazione a vapore, in quanto non erano ancora terminati i collaudi della linea elettrica. Il 15 novembre 1931 la ferrovia venne aperta ufficialmente al pubblico ed esercita con trazione elettrica. L'infrastruttura esibiva le caratteristiche delle ferrovie secondarie di quel periodo, in quanto era dotata di un armamento leggero (da 27 kg/m), curve di stretto raggio (fino a 200 metri) ed elevate pendenze. All'epoca il materiale rotabile di proprietà della società ferroviaria era costituito da 4 locomotive elettriche a carrelli dalla potenza di 730 CV, 7 carrozze con 56 posti a sedere, 22 carri merci e un carro soccorso. Ben presto questa dotazione fu completata da due elettromotrici della potenza di 800 CV.
Nel 1962 le Ferrovie del Gargano subentrarono alla Società Ferrovie e Tramvie del Mezzogiorno nella concessione della linea.

### La variante di Apricena
Il 14 dicembre 2014 venne inaugurata la nuova tratta in variante San Severo-Apricena Città.
Il 13 giugno 2016 fu inaugurata la tratta passante in galleria Apricena Città-San Nicandro Garganico.

## Caratteristiche

### Percorso
| Continuation backward |

| Unknown route-map component "exSTR+l" | Unknown route-map component "eABZg+r" |  |

| Unknown route-map component "exSTR" | Station on track |  |

| Unknown route-map component "exSTR" | Unknown route-map component "ABZgl" | Unknown route-map component "CONTfq" |

| Unknown route-map component "exSKRZ-Au" | Unknown route-map component "SKRZ-Ao" |  |

| Unknown route-map component "exHST" | Straight track |  |

| Unknown route-map component "exBHF" | Straight track |  |

| Unknown route-map component "exBHF" | Straight track |  |

| Unknown route-map component "exHST" | Straight track |  |

| Unknown route-map component "exSTR" | Station on track |  |

| Unknown route-map component "exSTR" | Unknown route-map component "tSTRa" |  |

| Unknown route-map component "exSTR2" | Unknown route-map component "tSTRe" + Unknown route-map component "exSTRc3" |  |

| Unknown route-map component "exSTRc1" | Unknown route-map component "eABZg+4" |  |

| 20+997 |
| 25+190 |

| Stop on track |

| Station on track |

|  | Unknown route-map component "eKRWgl" | Unknown route-map component "exKRW+r" |

|  | Straight track | Unknown route-map component "exHST" |

|  | Unknown route-map component "eKRWg+l" | Unknown route-map component "exKRWr" |

| Unknown route-map component "exKRW+l" | Unknown route-map component "eKRWgr" |  |

| Unknown route-map component "exSTRl" | Unknown route-map component "eKRZ" + Unknown route-map component "eHST" | Unknown route-map component "exSTR+r" |

|  | Unknown route-map component "eKRWg+l" | Unknown route-map component "exKRWr" |

| Station on track |

| Station on track |

| Station on track |

| Stop on track |

| Stop on track |

| Stop on track |

| Stop on track |

| Station on track |

| Stop on track |

| Stop on track |

| Unknown route-map component "HSTeBHF" |

| Stop on track |

| End station |